# Drużyna (wojsko)

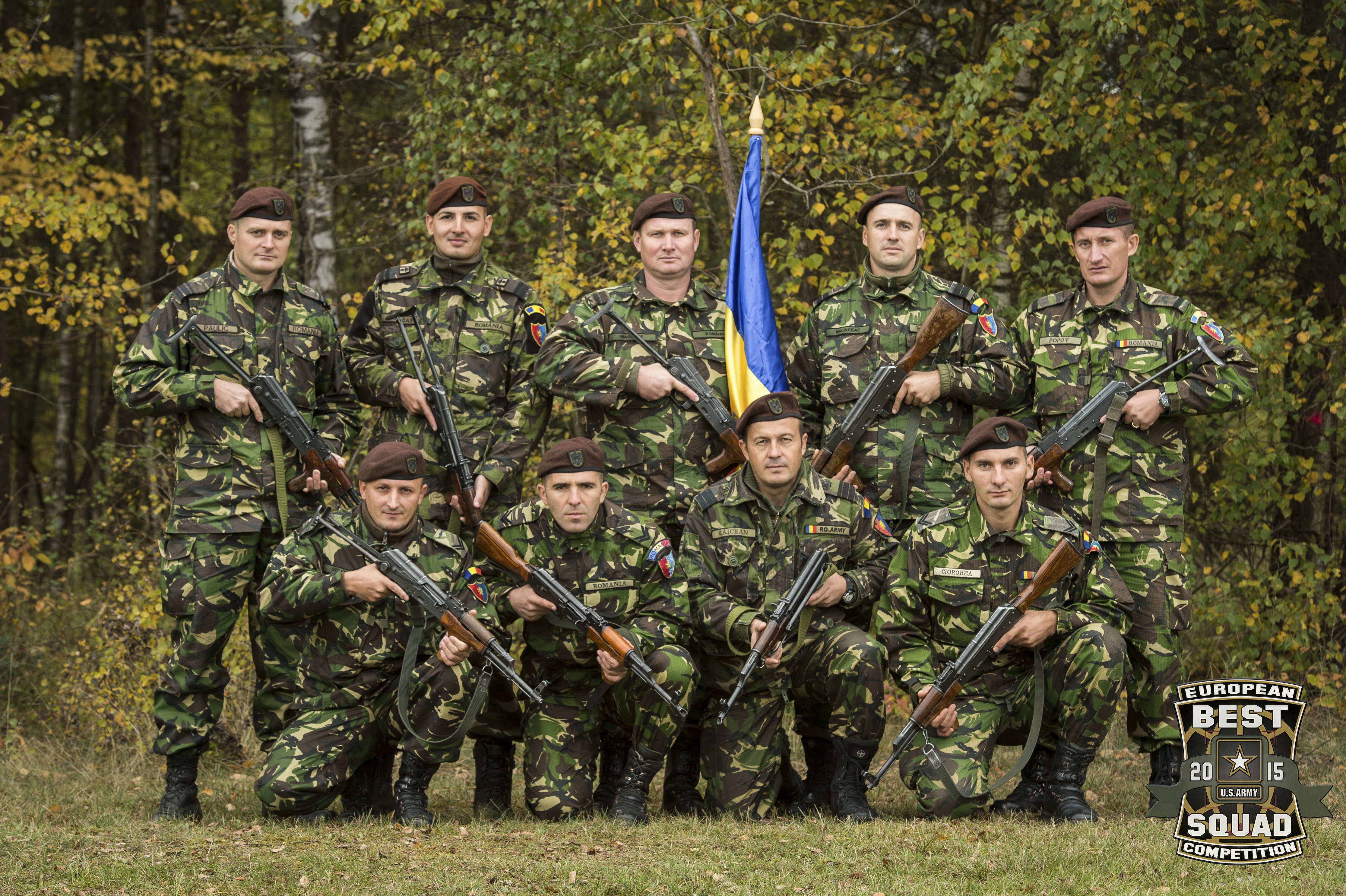
Drużyna armii rumuńskiej

Oznaczenie drużyny piechoty wojsk własnych na mapach NATO

Drużyna – najmniejszy pododdział występujący w większości rodzajów wojsk. Jest przeznaczona do prowadzenia walki albo zabezpieczenia działań bojowych. W artylerii jej odpowiednikiem jest działon, w wojskach zmechanizowanych i pancernych – załoga wozu bojowego, w niektórych jednostkach rakietowych, łączności i logistycznych – obsługa wozu, urządzenia lub agregatu. W zależności od rodzaju wojsk, ich przeznaczenia i funkcji, stan liczebny drużyny wynosi 3–15 osób.
Niekiedy drużyny dzielą się na mniejsze jednostki organizacyjne, określane jako sekcje.
Regulamin piechoty. Część I. Musztra z 1921 definiował drużynę jako najmniejszą jednostką wyszkolenia i podstawową jednostkę w walce małych oddziałów piechoty. Jądro drużyny stanowiła w owym czasie  broń samoczynna, którą obsługiwała sekcja fizylierska, a zabezpieczała i wspierała ogniem sekcja grenadierska. Drużyną dowodził drużynowy.